# Витяніс Андрюкайтіс
Витяніс Андрюкайтіс (лит. Vytenis Andriukaitis; нар. 9 серпня 1951, Якутія, РРФСР, СРСР) — литовський політик. Європейський комісар з питань охорони здоров'я та безпеки харчових продуктів з 1 листопада 2014 до 30 листопада 2019. Був міністром охорони здоров'я Литви з листопада 2012 до 14 липня 2014 року в уряді Альгірдаса Буткявічюса.

## Біографія
Народився в сталінських ГУЛАГах.
У 1958 р. родина повернулася до Литви.
У 1969 р. закінчив Каунаську школу із золотою медаллю.
У 1969–1975 рр. навчався в Каунаському медичному інституті.
У 1984 р. закінчив історичний факультет Вільнюського університету.
У 1987 р. випустився з Московського інституту іноземних мов.

### Кар'єра
У 1975–1976 роках працював хірургом в Каунасі.
У 1984–1990 роках працював кардіохірургом у Вільнюській республіканській лікарні.
1976 року став підпільним соціал-демократом.
У 1989–1995 й у 1997–1999 роках був заступником голови Литовської соціал-демократичної партії.
З 27 січня 2001 року — перший заступник голови Литовської соціал-демократичної партії.
У 2000–2001 роках — член Вільнюського міської ради.
У 1992–1996, 1996–2000, 2000–2004 і 2008–2012 роках — член Парламенту Литовської Республіки.
У 2001–2004 роках — віцеголова Сейму.

## Родина
Одружений з Іреною Андрюкайтене, має трьох дітей: Шарунаса, Гедіманаса, Рут.